# Gemeinsames Internetzentrum
Das Gemeinsame Internetzentrum (GIZ) ist eine 2007 gegründete eine Kooperations- und Kommunikationsplattform von Sicherheitsbehörden des Bundes zum Austausch von Erkenntnissen, die sie durch Beobachtung, Auswertung und Analyse islamistischer und jihadistischer Inhalte im Internet mit Deutschlandbezug gewonnen haben, unter Beachtung des gesetzlichen Trennungsgebotes zwischen Polizei und Nachrichtendiensten in Berlin.
Am GIZ sind das Bundeskriminalamt, das Bundesamt für Verfassungsschutz, der Bundesnachrichtendienst, der Militärische Abschirmdienst und der Generalbundesanwalt beim Bundesgerichtshof. Es steht darüber hinaus im ständigen Austausch mit den zuständigen Landesbehörden. Die Geschäftsführung hat das Bundesamt für Verfassungsschutz.
Das GIZ führt die offene Beobachtung des Internets und sozialer Netzwerke durch (Social Media Intelligence) durch. Dazu sind dort sprachkundige Mitarbeiter tätig. Auch werden geeignete technische Hilfsmittel entwickelt.
Die behördenübergreifende Berichterstattung erhalten, neben dem am GIZ beteiligten Behörden, das Bundeskanzleramt, das Auswärtige Amt, das Bundesministerium des Innern, das Bundesministerium der Justiz und für Verbraucherschutz, das Bundesministerium der Verteidigung, das Bundespolizeipräsidium, das Zollkriminalamt und auch die Landesbehörden für Verfassungsschutz und die Landeskriminalämter.
Wesentliche Ziele sind das frühzeitiges Erkennen von extremistischen und terroristischen Aktivitäten im Internet, das Aufdecken von Anschlagsvorbereitungen und die effektivere Nachvollziehbarkeit von internetgestützten Rekrutierungs- und Radikalisierungsbemühungen.
Das GIZ wurde nach dem Vorbild des Gemeinsamen Terrorismusabwehrzentrums (GTAZ) am 2. Januar 2007 mit zunächst 15 Mitarbeitern eingerichtet. 2009 verfügte es bereits über 41 Beschäftigte und im 2011 über 51 Mitarbeiter. 2012 erfolgte die Gründung des Gemeinsamen Extremismus- und Terrorismusabwehrzentrums als dritte Kooperations- und Kommunikationsplattform.
Das GIZ ist in Berlin auf dem Kasernengelände Am Treptower Park untergebracht, aber zur räumlichen Trennung in einem anderen Gebäude wie das GTAZ. Das GIZ ist dem GTAZ nicht unterstellt; beide sind eigenständige Zusammenarbeitsplattformen.